# Journaalpost
Een journaalpost geeft bij dubbel boekhouden voor financiële feiten aan welke grootboekrekeningen moeten worden gedebiteerd en welke gecrediteerd. Het totaal van de bedragen debet en credit zijn voor iedere journaalpost gelijk. Het journaal is dan ook steeds in evenwicht en een journaalpost bestaat altijd uit minimaal twee regels, maar het zijn er vaak meer. Het journaal wordt bijgewerkt vanuit de dagboeken in de boekhouding. Dit zijn registers zoals het kasboek en het bankboek. Het maken van journaalposten heet in boekhoudtaal wel journaliseren. 
Een journaalpost werd in het algemeen in scontrovorm weergegeven met een kolom voor de bedragen debet aan de linkerkant en een kolom met de bedragen credit aan de rechterzijde, maar dit is door de invloed van de automatisering veranderd. Er staat in de staffelvorm een grootboekrekening, dus een bedrag, debet of credit, per regel. Een boekhoudprogramma kan voorkomen dat gegevens, zoals in het voorbeeld hieronder de bedragen € 20.000 en € 5.000, meermalen moeten worden ingevoerd en het zet het aanslaan op een moderne kassa de geautomatiseerde verwerking van een verkooptransactie in gang.
Het was gebruik de grootboekrekeningen die moesten worden gecrediteerd met 'aan' te beginnen, maar sinds de boekhouding steeds meer is geautomatiseerd is dat gebruik weggevallen. Het gebruik van 'per' voor de rekeningen die moesten worden gedebiteerd is al eerder weggevallen.

## Voorbeeld
te boeken financiële feit: verkoop goederen € 20.000, inkoopwaarde € 5.000 tegen contante betaling
| 1000 | Kas                    | € 20.000 |          | balansrekening aan de actiefzijde     |
| 8400 | aan Opbrengst Verkopen |          | € 20.000 | resultatenrekening aan de batenzijde  |
| 7000 | Inkoopwaarde verkopen  | € 5.000  |          | resultatenrekening aan de lastenzijde |
| 3000 | aan Voorraad goederen  |          | € 5.000  | balansrekening aan de actiefzijde     |

Er staat in deze jornaalpost niet vermeld, dat er een positief resultaat à € 15.000 is geboekt en dat het eigen vermogen met hetzelfde bedrag is toegenomen. De nummers van de grootboekrekeningen in de eerste kolom zijn voorbeelden. De eerste cijfers komen overeen met het gebruikelijke rekeningschema.